# Olivia de Miguel
Olivia de Miguel Crespo (Logroño, 1948) es una profesora universitaria y traductora española.

## Biografía
Su infancia transcurrió en Miranda de Ebro (Burgos) donde estudió el bachillerato. A los 17 años se traslada a Zaragoza donde tres años después se gradúa como Técnico de turismo. En 1971 viaja a Londres y a su vuelta en 1973 comienza sus estudios de Filología Anglogermánica licenciándose en 1978 por la Universidad de Zaragoza. En 1978 se instala en Barcelona y desde esa fecha a 1984 trabaja como profesora de lengua inglesa en la educación secundaria e inicia su carrera como traductora literaria; en 1984 viaja a Irlanda y durante tres años trabaja en el Instituto Cervantes y en Kevin St. Technical College de Dublín. Regresa a Barcelona y a partir de 1992 comienza su trabajo en la recién inaugurada Facultad de Traducción e Interpretación de la Universidad Pompeu Fabra como profesora de traducción literaria. En 1997 se doctora en Teoría de la Traducción por la Universidad Autónoma de Barcelona con una tesis sobre la traducción del Modernismo norteamericano al castellano: el caso de Marianne Moore, que recibió la calificación de Sobresaliente cum laude por unanimidad. En 2001 pone en marcha el Máster de traducción literaria y audiovisual y el Posgrado en línea en Traducción literaria del BSM/Pompeu Fabra, de los que ha sido directora hasta 2022.
Actualmente sigue traduciendo literatura, dando cursos y conferencias.
Como traductora literaria ha trabajado con diversas editoriales como El Acantilado, Siruela, Alba, Tusquets, Destino, Hiperión, Galaxia Gutenberg, Edhasa, Ediciones del Bronce, Random House Mondadori, Global Rhythm, Tres Hermanas editorial, Lamicro y J. Olañeta. 

## Obra
- Kate Chopin, El despertar, Introducción y trad. de Olivia de Miguel. Madrid: Hiperión, 1986 (ISBN 84-7517-163-X)
- Hermanos Marx, *Groucho y Chico, abogados, trad. Olivia de Miguel. Barcelona: Tusquets, 1989 (ISBN 978-84-722-3108-5)
- Henry James, El banco de la desolación y otros relatos, trad. Olivia de Miguel. Barcelona: Destino, 1990 (ISBN 978-84-233-1908-3)
- James Stephens, La olla de oro, trad. Olivia de Miguel. Madrid: Siruela, 1993 (ISBN 978 8478 441587)
- Oscar Wilde, Paradoja y genio. Aforismos, selección, traducción y notas de Olivia de Miguel. Barcelona: EDHASA, 1993 (ISBN 978-84-350-9126-8)
- Oscar Wilde, Paradoja y genio. Aforismos, selección, traducción y notas de Olivia de Miguel. Barcelona: Círculo de Lectores, 1998 (ISBN 84-226-7113-1)
- Henry James, La locura del arte: Prefacios y ensayos, trad. Olivia de Miguel. Barcelona: Lumen, 2014 (ISBN 978-84-264-2259-0)
- Joan Didion, Una liturgia común, trad. Olivia de Miguel. Barcelona: Global Rhythm Press, 2007 (ISBN 978-84-96879-04-1) y
- Joan Didion, Una liturgia común, trad. Olivia de Miguel. Barcelona: Penguin Random House, 2024 (ISBN 978-84-397-4291-3)
- Joan Didion, El año del pensamiento mágico, trad. Olivia de Miguel. Barcelona: Global Rhythm Press, 2006 (ISBN 84-9344874-5)
- George Orwell, Mil novecientos ochenta y cuatro, trad. Olivia de Miguel. Barcelona: Galaxia Gutenberg, 1999 (ISBN 84-8109-188-X)
- Kate Chopin, Un asunto indecoroso. selección y trad. Olivia de Miguel. Barcelona: Ediciones del Bronce, 1996 (ISBN 978-84-830-0125-7)
- Judith Thurman, Secretos de la carne: una vida de Colette trad. Olivia de Miguel. Madrid: Siruela, 2000, 2006 (ISBN 978-84-9841-082-2)
- Barry Hannah, Como almas que lleva el diablo, trad. Olivia de Miguel. Madrid: Siruela (ISBN 978-84-784-4219-5)
- G. K. Chesterton, Autobiografía, trad. Olivia de Miguel. Barcelona: Acantilado, 2003 (ISBN 978-84-961-3625-0)
- George Orwell, Mil novecientos ochenta y cuatro, trad. Olivia de Miguel. Barcelona: Círculo de Lectores, 2003 (ISBN 978-84-226-9645-2)
- Willa Cather, Los libros de cuentos, trad. Olivia de Miguel. Barcelona: Alba 2005, 2021 (ISBN 978-84-906-5779-9)
- Edward W. Said, Freud y los no europeos, trad. Olivia de Miguel. Barcelona: Global Rhythm Press 2006 (ISBN 84-934213-6-7)
- Edward W. Said, Freud y los no europeos, trad. Olivia de Miguel. Barcelona: Editorial Debate, 2024 (ISBN 978-84-18056-88-8)
- Mary Wilkins Freeman, Una monja de Nueva Inglaterra, en Entre horas. El desafío de la narrativa femenina ante una nueva época, trad. de Olivia de Miguel, Barcelona: Lumen, 2006 (ISBN 84-264-1561-5).
- Oliphant, Margaret, Historia de un viaje de novios en Entre horas. El desafío de la narrativa femenina ante una nueva época trad. de Olivia de Miguel, Barcelona: Lumen, 2006 (ISBN 84-264-1561-5).
- Ada Leverson, Insinuación en Entre horas. El desafío de la narrativa femenina ante una nueva época trad. Olivia de Miguel. Barcelona: Lumen, 2006 (ISBN 84-264-1561-5).
- Egerton, George, Desposada en Entre horas. El desafío de la narrativa femenina ante una nueva época trad. Olivia de Miguel. Barcelona: Lumen, 2006 (ISBN 84-264-1561-5).
- Wotton, Mabel, Quinta edición en Entre horas. El desafío de la narrativa femenina ante una nueva época trad. Olivia de Miguel. Barcelona: Lumen, 2006 (ISBN 84-264-1561-5).
- King, Grace La chica de las monjas en Entre horas. El desafío de la narrativa femenina ante una nueva época trad. Olivia de Miguel. Barcelona: Lumen, 2006 (ISBN 84-264-1561-5).
- Moore, Marianne,Poesía completa de Marianne Moore, Edición, traducción y prólogo de Olivia de Miguel. Barcelona: Ed. Lumen, 2010 (ISBN 978-84-264-1768-8) y 2023 (ISBN 978-84-264-2018-3)
- e.e. cummings, Seis no-conferencias, trad. de Olivia de Miguel Barcelona: Ed. Elba 2011 (ISBN 978-84-939902-6-8)
- Kate Chopin, El despertar y otros relatos, selección, traducción, introducción y notas de Olivia de Miguel. Barcelona: Ed. Alba, 2011 (ISBN 978-84-8428-605-9)
- Oscar Wilde, *La balada de la cárcel de Reading en De Profundis y otros escritos de la cárcel, trad. de Olivia de Miguel. Barcelona: Random House Mondadori, 2013 (ISBN 978-84-9032-482-0)
- Oscar Wilde, Aforismos, Barcelona: Ed. EDHASA, 2021
- Marianne Moore, *Pangolines, unicornios y otros poemas, antología y trad. de Olivia de Miguel). Barcelona: Acantilado, 2005 (ISBN 978-84-96136-07-8)
- Gina Berriault, *Mujeres en la cama, trad. de Olivia de Miguel Ciudad de México: editorial Jus, 2017 (ISBN 978-607-9409-90-6)
- Kate Chopin, *El despertar y otros relatos, Barcelona: Ed RBA, 2020 (ISBN 978-84-1329-621-0)
- El diario de Virginia Woolf, vol. I (1915-1919). Trad. y edición de Olivia de Miguel. Madrid: Editorial Tres Hermanas, 2017 (ISBN 978-84-944348-7-7)
- El diario de Virginia Woolf, vol. II (1920-1924). Trad. y edición de Olivia de Miguel. Madrid: Editorial Tres Hermanas, 2018 (ISBN 978-84-948435-6-3)
- El diario de Virginia Woolf, vol. III (1925-1930). Trad. y edición de Olivia de Miguel. Madrid: Editorial Tres Hermanas, 2020 (ISBN 978-84-120943-3-6)
- El diario de Virginia Woolf, vol. IV (1931-1935). Trad. y edición de Olivia de Miguel. Madrid: Editorial Tres Hermanas, 2021 (ISBN 978-84-123378-1-5)
- El diario de Virginia Woolf, vol. V  (1936-1941). Trad.,edición y prólogo de Olivia de Miguel. Madrid: Editorial Tres Hermanas, 2022 (ISBN 978-84-192431-7-1)
- Oscar Wilde, Paradoja y genio, selección, traducción y notas de Olivia de Miguel. Barcelona: EDHASA,2021 (ISBN 978-84-3509-167-1)
- George Orwell, 1984, trad. Olivia de Miguel. Barcelona: Editorial Alma, 2022 (ISBN 978-84-189330-1-1)
- Virginia Woolf, Carta a un poeta joven, traducción y edición de Olivia de Miguel. Palma de Mallorca: José de Olañeta editor, 2022 (ISBN 978-84-9716-383-5)
- Virginia Woolf, Escritos sobre arte, trad. de Olivia de Miguel. Madrid: La micro, 2022 (ISBN 978-84-9413-427-2)
- Vernon Lee, Mi vida estética: Extractos y fragmentos sobre la vivencia del arte, trad. de Olivia de Miguel. Madrid: La micro, 2023 (ISBN 978-84-941342-8-9)
- Djuna Barnes, Entrevistas, trad. Olivia de Miguel. Madrid: Lamicro, 2024 (ISBN 978-84-127704-0-7)

## Premios
- Premio Ángel Crespo de Traducción de la Asociación Colegial de Escritores de Cataluña, por Autobiografía de G. K. Chesterton.
- Premio Nacional de Traducción en España, en su modalidad de Mejor Traducción 2011, por Poesía completa de Marianne Moore.